# Université Bordeaux-I
L’université Bordeaux-I ou université Bordeaux-1-Sciences-et-Technologies, de nom d’usage « université Bordeaux 1 Sciences et Technologies, est une université française publique ayant existé entre 1971 et 2013. Elle fusionne le 1er janvier 2014 avec deux autres universités bordelaises pour former l'université de Bordeaux.
Installée dans la banlieue de Bordeaux (Gironde), plus exactement dans le domaine universitaire de Talence Pessac Gradignan, ses activités d’enseignement supérieur de recherche sont dans le champ des sciences et de la technologie.

## Historique

### Avant sa fondation
L’université de Bordeaux fut fondée en 1441 par une bulle du pape Eugène IV à l'initiative de Pey Berland. Cette université comptait quatre facultés : art, médecine, droit et théologie. En 1591, François de Foix créa la chaire de mathématiques.

### Fondation et disparition

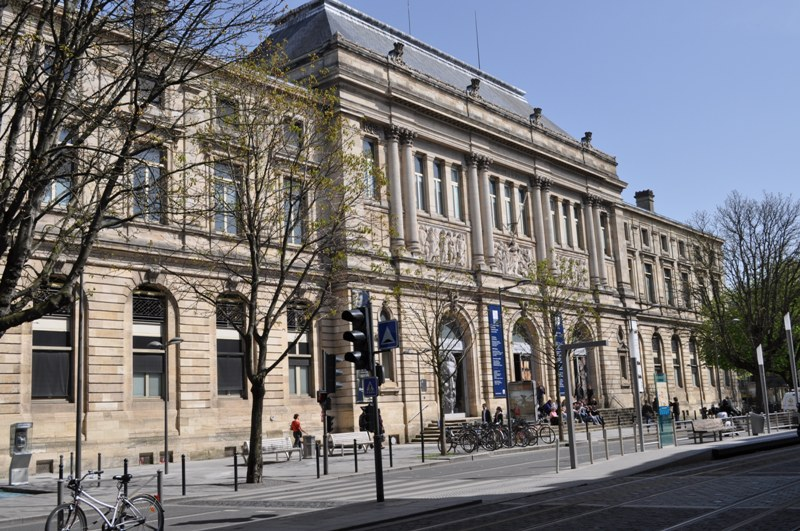
Le bâtiment du musée d'Aquitaine était occupé par les facultés des sciences et des lettres de l’université de Bordeaux.

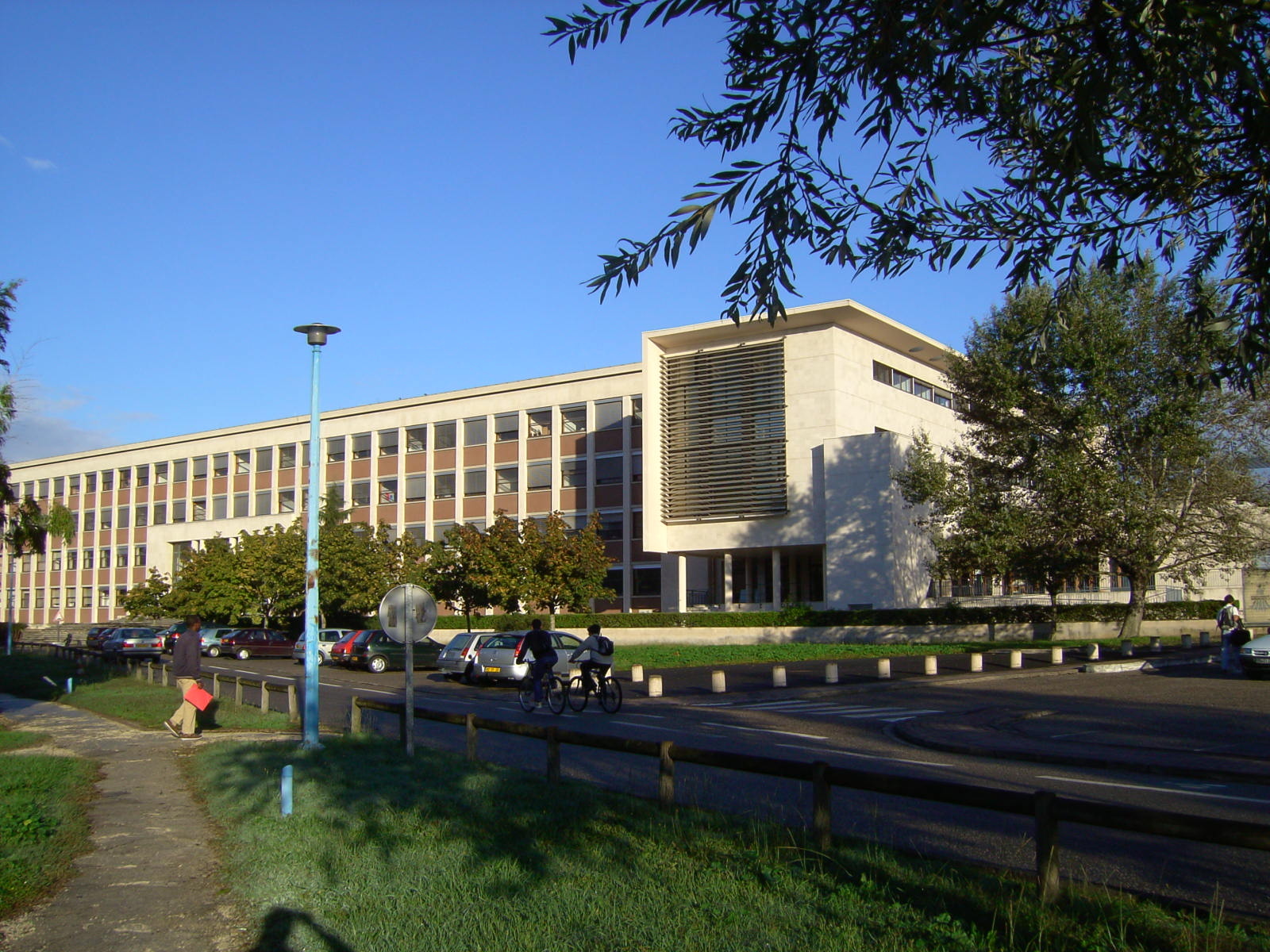
Partie du bâtiment A33 (Mathématiques et informatique).

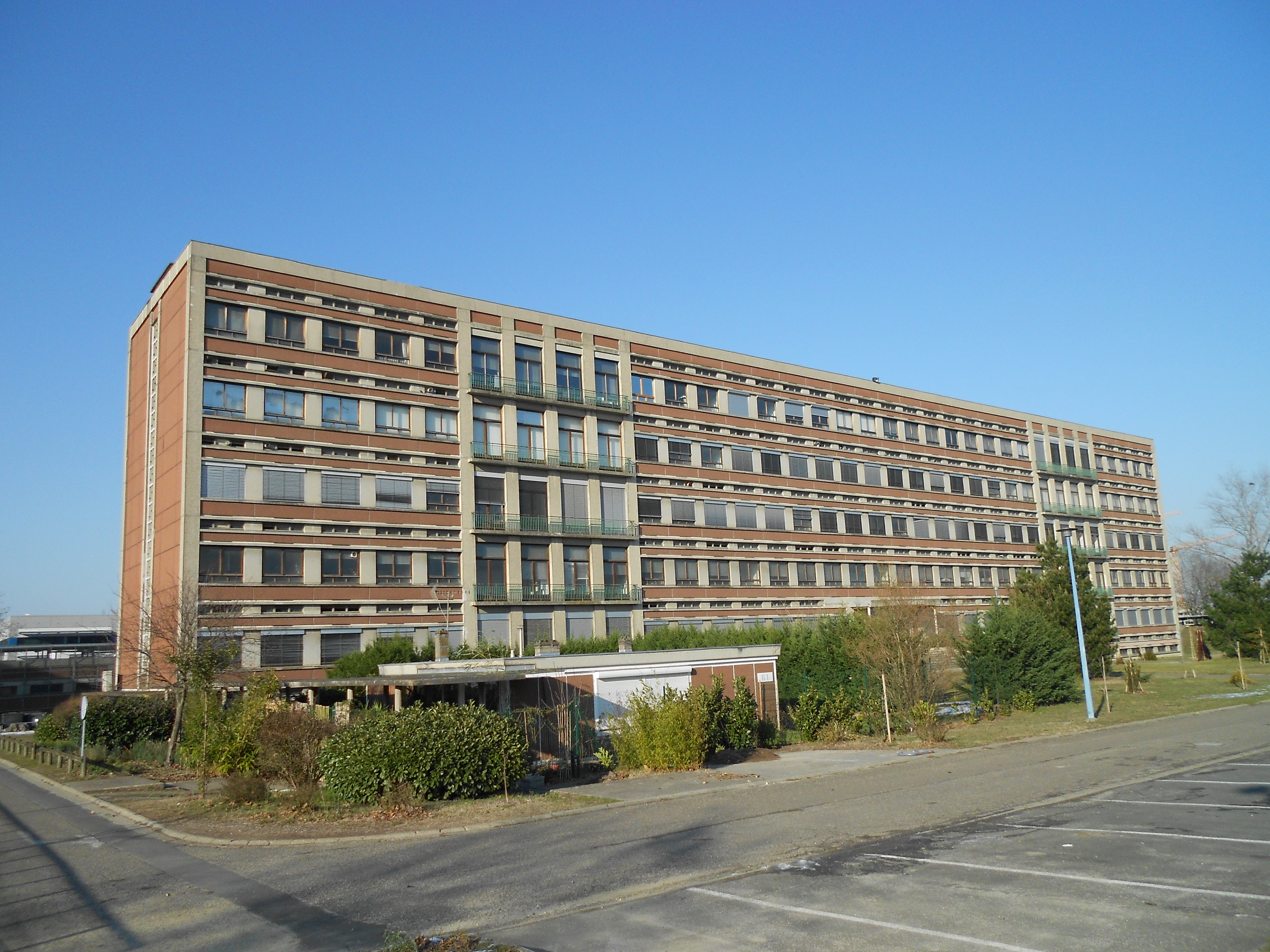
Bâtiment B2 (Biologie animale).

L’université Bordeaux-I a été créée en 1971 à la suite de la division en trois de l’université de Bordeaux. Elle regroupait alors les sciences, les technologies, le droit et les sciences sociales et politiques. Les secteurs « sciences » et « droit » ont tout de même un fonctionnement séparé. Cette université comptait 24 257 étudiants en 1994-1995.
En 1995, l’université Bordeaux-IV est créée et Bordeaux-I ne garde que les sciences et les technologies,. Pendant la période de séparation et de création des deux universités qui a duré une année, François Dress, mathématicien et premier vice-président, a été nommé administrateur provisoire.
En 2007, Bordeaux-I est membre fondateur du PRES « Université de Bordeaux ».
En janvier 2010, l’université accède aux « compétences élargies ».
Initiative d'Excellence : la première Lauréate en juillet 2011 est l'université Bordeaux 1 Sciences et Technologies.
Le 23 janvier 2012, l’École polytechnique (située à Palaiseau) et l’université Bordeaux-I signent en présence de Patrick Hetzel, directeur général de l’Enseignement supérieur et de l’Insertion professionnelle, un accord de double diplôme articulant leurs formations respectives d’ingénieur et de master.
L’« université de Bordeaux » est reformée le 1er janvier 2014, c’est le résultat de la fusion des universités Bordeaux-I, Bordeaux-II et Bordeaux-IV.
| Identité                             | Période | Période          | Durée |
| Identité                             | Début   | Fin              | Durée |
| ------------------------------------ | ------- | ---------------- | ----- |
| Jean-Marie Auby (d) (1922 - 2000)    | 1971    | 1975             | 4 ans |
| Marcel Rimpault (d) (1928 - 2001)    | 1976    | 1980             | 4 ans |
| Dmitri Georges Lavroff (1934 - 2014) | 1981    | 1987 (démission) | 6 ans |
| Jean Lascombe (d) (1929 - 2020)      | 1987    | 1992             | 5 ans |
| Marc Penouil (d) (né en 1929)        | 1992    | 1995             | 3 ans |
| Michel Combarnous (1940 - 2018)      | 1996    | 2001             | 5 ans |
| Francis Hardouin (d) (né en 1949)    | 2001    | 2005             | 4 ans |
| Alain Boudou (d) (né en 1949)        | 2005    | 2012             | 7 ans |
| Dean Lewis (né en 1965)              | 2012    | 2013 (fusion)    | 1 an  |

## Composantes
Conformément au code de l'éducation qui fixe l’organisation légale des universités publiques en France, Bordeaux-I se découpe en plusieurs composantes. On trouve d’une part les unités de formation et de recherche (UFR) et d’autre part les « instituts et écoles ». Ainsi, l’université est structurée de la manière suivante :
- l’UFR de mathématiques et informatique ;
- l’UFR de physique ;
- l’UFR de chimie ;
- l’UFR de sciences biologiques ;
- l’UFR de sciences de la terre et de la mer ;
- l’Institut universitaire de technologie ;
- l’observatoire aquitain des sciences de l’univers ;
- le département licence.

Des services permettent un appui transversal aux activités de l’université :
- les services communs :
  - le service commun de la documentation,
  - le service commun de formation continue et d’apprentissage,
  - le service commun – direction de l’orientation, des stages et de l’insertion professionnelle,
  - le service universitaire des activités physiques et sportives,
  - le service des activités industrielles et commerciales ;

- les services généraux : 
  - le service général fonctionnement commun,
  - le service général enseignement,
  - le service général – direction des ressources informatiques multimédia mutualisées.

L’Institut polytechnique de Bordeaux et l’École supérieure des technologies industrielles avancées sont rattachés à Bordeaux-I.

## Campus

### Campus de Talence

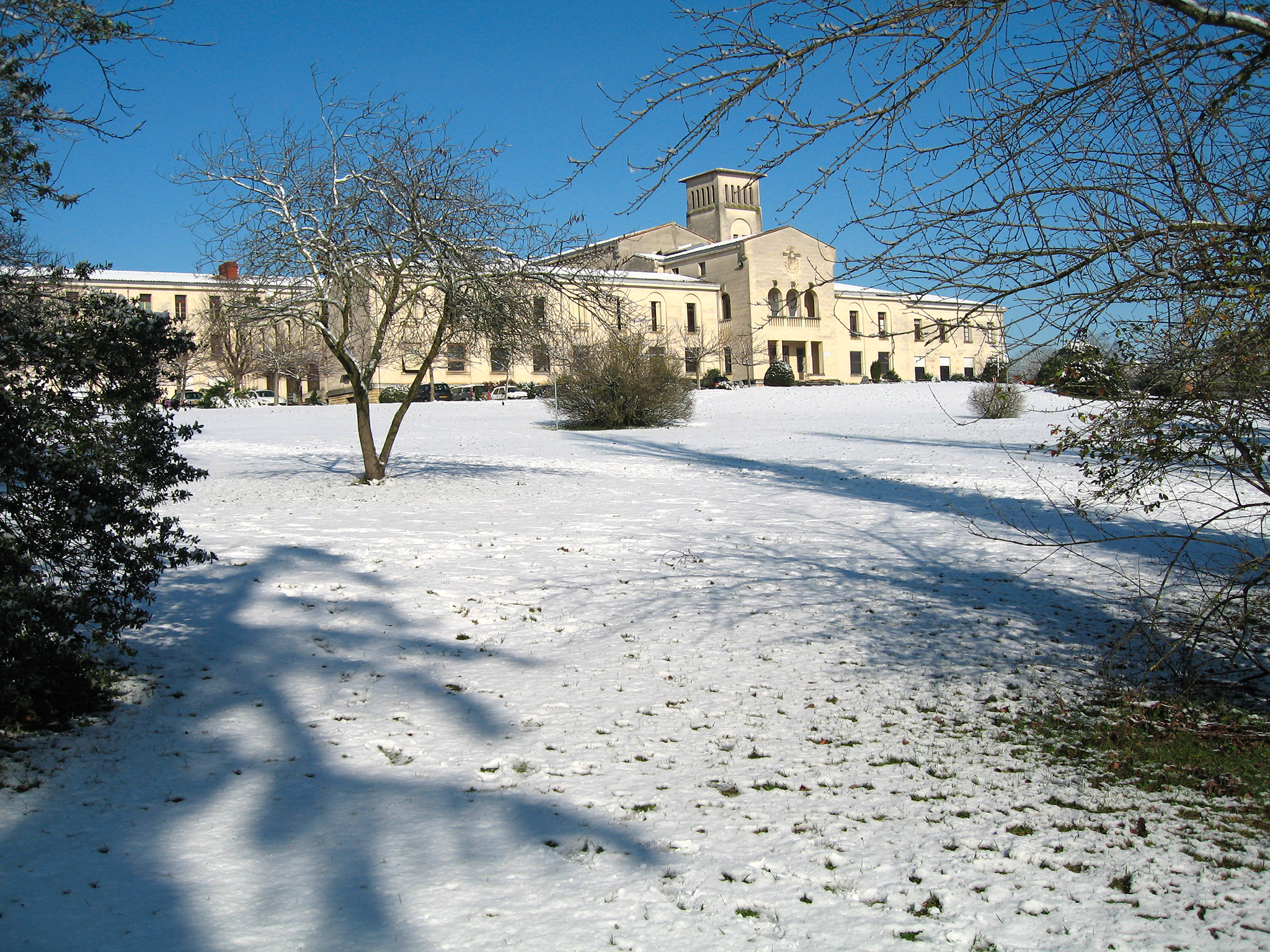
Université Bordeaux-I, domaine du Haut-Carré.

Le campus principal de l’université se trouve à Talence, dans un domaine universitaire regroupant trois des quatre universités bordelaises. Il représente 91 hectares (sur les 245 hectares du domaine universitaire). La plupart des bâtiments date des années 1960, mais 30 % de l’immobilier a été construit depuis les années 1990.

### Autres
L’université dispose également d’antennes à Agen, à Mérignac (Institut de maintenance aéronautique), à Arcachon (station marine d'Arcachon), à Floirac (Observatoire de Bordeaux) et aux Eyzies (Centre d’anthropologie et de préhistoire).

## Formation

### Licences et assimilés
Bordeaux-I délivre la licence générale pour le domaine sciences, technologies, santé. La formation se déroule en six semestres. À sa première inscription, l’étudiant choisit un des deux troncs communs : « mathématiques-informatique-sciences de la matière et de l’ingénieur » (MISMI) ou « sciences de la vie, de la Terre et de l’environnement » (SVTE). Le diplôme est ensuite délivré avec l’une des huit mentions : mathématiques, informatique, physique, biologie, etc..
Par ailleurs l’université organise l’enseignement de neuf spécialités du diplôme universitaire de technologie et de quatorze mentions de la licence professionnelle.
Le cycle préparatoire de Bordeaux, intégré dans le cycle licence, propose la préparation des concours agronomiques et vétérinaires, aux concours national DEUG et la formation de prépa intégrée pour les écoles d’Aquitaine (celles de l’IPB, l’ENITAB, l’ENSGTI, l’ESTIA).
Il est également proposé une préparation aux concours d’entrée aux écoles paramédicales.

### Masters et assimilés

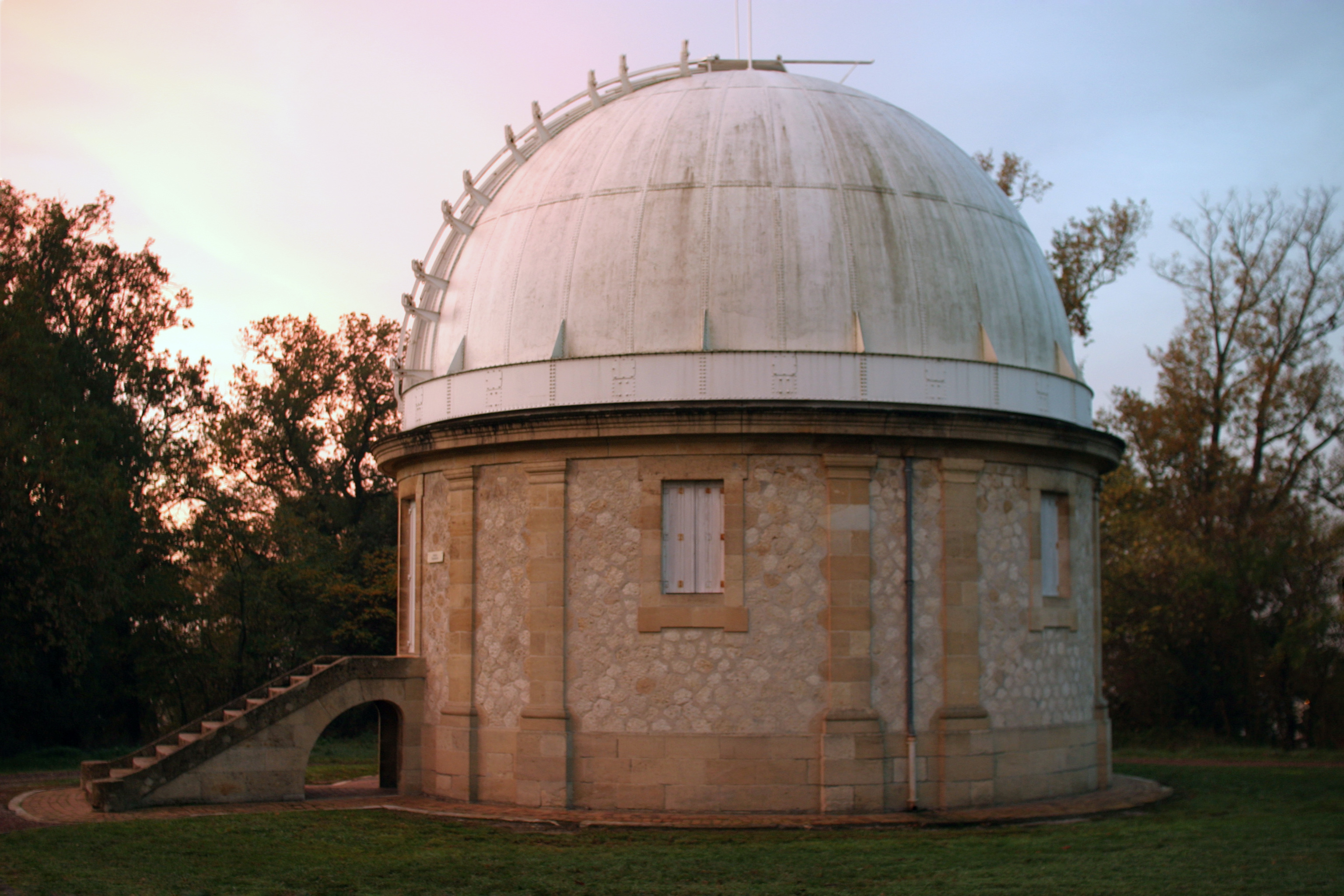
L’observatoire de l’université situé à Floirac.

Comme pour la licence, l’université Bordeaux-I délivre uniquement le master avec le domaine sciences, technologies, santé. La formation s’étend sur quatre semestres. Le diplôme se décline en 13 mentions et 53 spécialités.

### Autres formations
Bordeaux-I propose également une préparation aux concours de l’enseignement et des diplômes d’universités. Elle a aussi une offre de formation continue et par apprentissage.

## Doctorat
Les études doctorales sont organisées par le collège doctoral de Bordeaux de l’université de Bordeaux. Il fédère dix écoles doctorales dont cinq accréditées par Bordeaux-I :
- l’École doctorale de mathématiques et d’informatique ;
- l'École doctorale sciences et environnement ;
- l'École doctorale des sciences physiques et de l’ingénieur ;
- l'École doctorale des sciences chimiques ;
- l'École doctorale des sciences de la vie et de la santé.

## Recherche

### Axes prioritaires
Cinq axes prioritaires ont été retenus dans la politique de recherche de Bordeaux-I :
- sciences et technologies de l’information et de la communication ;
- matériaux pour les applications du futur ;
- optique et lasers ;
- neurosciences ;
- environnement et développement durable.

Ces axes font partie des onze pôles de recherche d’excellence définis par l’université de Bordeaux.

### Laboratoires
Dans le cadre du contrat quadriennal 2007-2010, la recherche de Bordeaux-I est organisée en 37 unités de recherche.
|                                                 | Unité mixte CNRS ou INSERM ou INRA | Équipe d’accueil | Unité propre CNRS partenaire | Structure fédérative | Total |
| Observatoire aquitain des Sciences de l'Univers | 2                                  | 0                | 0                            | 0                    | 2     |
| UFR de Chimie                                   | 5                                  | 0                | 2                            | 0                    | 7     |
| UFR de Mathématiques et Informatique            | 2                                  | 0                | 0                            | 0                    | 2     |
| UFR de Physique                                 | 7                                  | 2                | 0                            | 1                    | 10    |
| UFR de Sciences biologiques                     | 10                                 | 3                | 0                            | 0                    | 13    |
| UFR des Sciences de la Terre et de la Mer       | 0                                  | 1                | 0                            | 0                    | 1     |

### Scientométrie
En 2007 et 2008, Bordeaux-I est 51-75 du classement Shanghai, dans la catégorie informatique et sciences de l'ingénieur, première française dans le classement mondial.
En 2009, l’université se situe dans les places 201 à 302 au classement de Shanghai (les universités ne sont pas départagées à ce rang) ; ce qui correspond aux places 8 à 14 des établissements français. Elle apparait également aux places 78 à 100 du classement « Ingénierie et informatique » première française dans le classement mondial.
Elle est 201e au classement Ranking Web of World Universities qui classe six mille écoles ou universités en fonction du volume et de la qualité de leurs publications électroniques (2008).

## Vie étudiante
Bibliothèques universitaires :
- à Talence : bâtiment B20, 830 places assises, ouverte d'octobre à mai, du lundi au vendredi de 8 h 30 à 21 h et le samedi de 9 h à 17 h, ouvertures réduites en dehors de cette période, fermeture trois semaines en août et entre Noël et le Jour de l'An ;
- à l'IUT de Gradignan : Mediadoc, 40 places assises, ouverte hors vacances scolaires du lundi au mercredi de 8 h 30 à 19 h, le jeudi de 8 h 30 à 18 h, le vendredi de 8 h 30 à 17 h ;
- à Agen : DUSA, 46 places assises, ouverte hors vacances universitaires du lundi au jeudi de 9 h 30 à 18 h 30, le vendredi de 9 h 30 à 17 h 30.

### Ancien enseignant
- Michel Mendès France, polytechnicien (X, 1957) professeur de mathématiques jusqu'en 2000.

### Évolution démographique
| 1994   | 1995   | 2000   | 2001   | 2002   | 2003   | 2004   | 2005   |
| ------ | ------ | ------ | ------ | ------ | ------ | ------ | ------ |
| 24 257 | 11 951 | 10 722 | 10 693 | 10 912 | 11 271 | 11 476 | 11 504 |

| 2006   | 2007   | 2008  | 2009  | 2010  | 2011  | - | - |
| ------ | ------ | ----- | ----- | ----- | ----- | - | - |
| 11 512 | 11 028 | 9 421 | 9 005 | 9 453 | 9 401 | - | - |